# Association of Catholic Colleges and Universities

Il simbolo dell'ACCU

L'Association of Catholic Colleges and Universities (sigla ACCU) è un'associazione che riunisce  università e college cattolici soprattutto del Nord America. Aderisce alla FIUC (Federazione internazionale delle università cattoliche).
Fu fondata nel 1899 dai delegati di 53 college cattolici.

## Membri

### Negli Stati Uniti d'America
- Albertus Magnus College,[1] New Haven
- Alvernia University,[1] Reading
- Alverno College,[1] Milwaukee
- Anna Maria College,[1] Paxton
- Aquinas College,[1] Grand Rapids
- Aquinas College,[1] Nashville
- Assumption College for Sisters,[1] Denville
- Assumption University,[1] Worcester
- Ave Maria University,[1] Ave Maria
- Avila University,[1] Kansas City
- Barry University,[1] Miami Shores
- Bellarmine University,[1] Louisville
- Belmont Abbey College,[1] Belmont
- Benedictine College,[1] Atchison
- Benedictine University,[1] Lisle
- Boston College,[1] Chestnut Hill
- Brescia University,[1] Owensboro
- Briar Cliff University,[1] Sioux City
- Cabrini University,[1] Radnor
- Caldwell University,[1] Caldwell
- Calumet College of Saint Joseph,[1] Whiting
- Canisius University,[1] Buffalo
- Carlow University,[1] Pittsburgh
- Carroll College,[1] Helena
- Catholic International University,[1] Charles Town
- Chaminade University,[1] Honolulu
- Chatfield College,[1] Saint Martin
- Chestnut Hill College,[1] Filadelfia
- Christian Brothers University,[1] Memphis
- Clarke University,[1] Dubuque
- College of Saint Benedict,[1] Saint Joseph
- College of Saint Mary,[1] Omaha
- College of the Holy Cross,[1] Worcester
- Creighton University,[1] Omaha
- D'Youville University,[1] Buffalo
- DePaul University,[1] Chicago
- DeSales University,[1] Center Valley
- Divine Mercy University,[1] Sterling
- Divine Word College,[1] Epworth
- Dominican University New York,[1] Orangeburg
- Dominican University,[1] River Forest
- Donnelly College,[1] Kansas City
- Duquesne University,[1] Pittsburgh
- Edgewood College,[1] Madison
- Elms College,[1] Chicopee
- Emmanuel College,[1] Boston
- Fairfield University,[1] Fairfield
- Felician University,[1] Rutherford
- Fontbonne University,[1] Saint Louis
- Fordham University,[1] Bronx
- Franciscan Missionaries of Our Lady University,[1] Baton Rouge
- Franciscan School of Theology,[1] San Diego
- Franciscan University of Steubenville,[1] Steubenville
- Gannon University,[1] Erie
- Georgetown University,[1] Washington
- Georgian Court University,[1] Lakewood
- Gonzaga University,[1] Spokane
- Gwynedd Mercy University,[1] Gwynedd Valley
- Hilbert College,[1] Hamburg
- Holy Apostles College and Seminary,[1] Cromwell
- Holy Cross College,[1] Notre Dame
- Holy Family University,[1] Filadelfia
- Immaculata University,[1] Immaculata
- Iona University,[1] New Rochelle
- John Carroll University,[1] University Heights
- King's College,[1] Wilkes-Barre
- La Roche University,[1] Pittsburgh
- La Salle University,[1] Filadelfia
- Le Moyne College,[1] Syracuse
- Lewis University,[1] Romeoville
- Loras College,[1] Dubuque
- Lourdes University,[1] Sylvania
- Loyola Marymount University,[1] Los Angeles
- Loyola University Chicago,[1] Chicago
- Loyola University Maryland,[1] Baltimora
- Loyola University New Orleans,[1] New Orleans
- Madonna University,[1] Livonia
- Manhattan University,[1] Riverdale
- Manor College,[1] Jenkintown
- Maria College,[1] Albany
- Marian University,[1] Fond du Lac
- Marian University,[1] Indianapolis
- Marquette University,[1] Milwaukee
- Marymount University,[1] Arlington
- Marywood University,[1] Scranton
- Mercy College of Health Sciences,[1] Des Moines
- Mercy College of Ohio,[1] Toledo
- Mercyhurst University,[1] Erie
- Merrimack College,[1] North Andover
- Mexican American Catholic College,[1] San Antonio
- Misericordia University,[1] Dallas
- Molloy University,[1] Rockville Centre
- Mount Aloysius College,[1] Cresson
- Mount Marty University,[1] Yankton
- Mount Mary University,[1] Milwaukee
- Mount Mercy University,[1] Cedar Rapids
- Mount Saint Joseph University,[1] Cincinnati
- Mount Saint Mary College,[1] Newburgh
- Mount Saint Mary's University,[1] Emmitsburg
- Mount Saint Mary's University,[1] Los Angeles
- Neumann University,[1] Aston
- Newman University,[1] Wichita
- Niagara University,[1] Niagara University
- Notre Dame College,[1] South Euclid
- Notre Dame de Namur University,[1] Belmont
- Notre Dame of Maryland University,[1] Baltimora
- Ohio Dominican University,[1] Columbus
- Our Lady of the Lake University,[1] San Antonio
- Pontificia Università Cattolica di Porto Rico,[1] Ponce
- Providence College,[1] Providence
- Quincy University,[1] Quincy
- Regis College,[1] Weston
- Regis University,[1] Denver
- Rivier University,[1] Nashua
- Rockhurst University,[1] Kansas City
- Rosemont College,[1] Rosemont
- Sacred Heart University,[1] Fairfield
- Saint Ambrose University,[1] Davenport
- Saint Anselm College,[1] Manchester
- Saint Bonaventure University,[1] Saint Bonaventure
- Saint Catherine University,[1] Saint Paul
- Saint Edward's University,[1] Austin
- Saint Elizabeth University,[1] Morristown
- Saint Francis College,[1] Brooklyn
- Saint Francis University,[1] Loretto
- Saint John's University,[1] Collegeville
- Saint John's University,[1] Jamaica
- Saint Joseph's College of Maine,[1] Standish
- Saint Joseph's University,[1] Filadelfia
- Saint Leo University,[1] Saint Leo
- Saint Louis University,[1] Saint Louis
- Saint Martin's University,[1] Lacey
- Saint Mary-of-the-Woods College,[1] Saint Mary-of-the-Woods
- Saint Mary's College of California,[1] Moraga
- Saint Mary's College,[1] Notre Dame
- Saint Mary's University of Minnesota,[1] Winona
- Saint Mary's University,[1] San Antonio
- Saint Michael's College,[1] Colchester
- Saint Norbert College,[1] De Pere
- Saint Peter's University,[1] Jersey City
- Saint Thomas Aquinas College,[1] Sparkill
- Saint Thomas University,[1] Miami Gardens
- Saint Vincent College,[1] Latrobe
- Saint Xavier University,[1] Chicago
- Salve Regina University,[1] Newport
- Santa Clara University,[1] Santa Clara
- Seattle University,[1] Seattle
- Seton Hall University,[1] South Orange
- Seton Hill University,[1] Greensburg
- Siena College,[1] Loudonville
- Siena Heights University,[1] Adrian
- Spalding University,[1] Louisville
- Spring Hill College,[1] Mobile
- Stonehill College,[1] Easton
- The Catholic University of America,[1] Washington
- The College of Saint Scholastica,[1] Duluth
- Thomas More University,[1] Crestview Hills
- Trinity Washington University,[1] Washington
- Trocaire College,[1] Buffalo
- Universidad del Sagrado Corazón,[1] San Juan
- University of Dallas,[1] Irving
- University of Dayton,[1] Dayton
- University of Detroit Mercy,[1] Detroit
- University of Holy Cross,[1] New Orleans
- University of Mary,[1] Bismarck
- University of Mount Saint Vincent,[1] Riverdale
- University of Notre Dame,[1] Notre Dame
- University of Portland,[1] Portland
- University of Providence,[1] Great Falls
- University of Saint Francis,[1] Fort Wayne
- University of Saint Francis,[1] Joliet
- University of Saint Joseph,[1] West Hartford
- University of Saint Mary of the Lake,[2] Mundelein
- University of Saint Mary,[1] Leavenworth
- University of Saint Thomas,[1] Houston
- University of Saint Thomas,[1] Saint Paul
- University of San Diego,[1] San Diego
- University of San Francisco,[1] San Francisco
- University of Scranton,[1] Scranton
- University of the Incarnate Word,[1] San Antonio
- Ursuline College,[1] Pepper Pike
- Villa Maria College,[1] Buffalo
- Villanova University,[1] Villanova
- Viterbo University,[1] La Crosse
- Walsh University,[1] North Canton
- Wheeling University,[1] Wheeling
- Xavier University of Louisiana,[1] New Orleans
- Xavier University,[1] Cincinnati

### In altre nazioni
- American University of Madaba,[3] Madaba, Giordania
- Australian Catholic University,[4] North Sydney, Australia
- Carlow College,[5] Carlow, Irlanda
- Marino Institute of Education,[6] Dublino, Irlanda
- Mary Immaculate College,[7] Limerick, Irlanda
- Notre Dame University - Louaize,[8] Zouk Mosbeh, Libano
- Saint Mary's University College Belfast,[9] Belfast, Irlanda del Nord
- Saint Mary's University, Twickenham,[10] Regno Unito
- Universidad Anáhuac,[11] Huixquilucan de Degollado, Messico
- Universidad Católica de El Salvador,[12] Santa Ana, El Salvador
- Universidad Francisco de Vitoria,[13] Madrid, Spagna
- University of Notre Dame Australia,[14] Fremantle, Australia